# Lidzbark Warmiński (gmina wiejska)
Lidzbark Warmiński – gmina wiejska w województwie warmińsko-mazurskim, w powiecie lidzbarskim. W latach 1975–1998 gmina położona była w województwie olsztyńskim.
Siedziba gminy to Lidzbark Warmiński.
Według danych z 30 września 2010 gminę zamieszkiwało 7038 osób. Natomiast według danych z 31 grudnia 2019 roku gminę zamieszkiwało 6692 osób.

## Struktura powierzchni
Według danych z roku 2002 gmina Lidzbark Warmiński ma obszar 371,01 km², w tym:
- użytki rolne: 56%
- użytki leśne: 28%

Gmina stanowi 40,13% powierzchni powiatu.

## Demografia

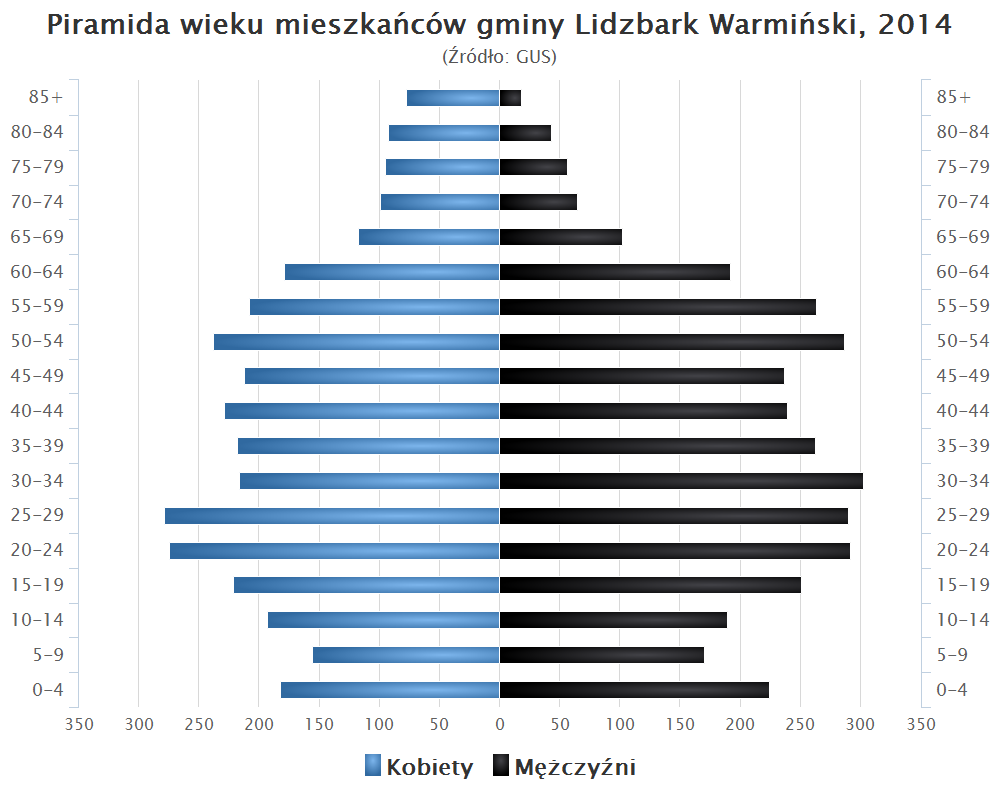
Piramida wieku mieszkańców gminy Lidzbark Warmiński w 2014 roku

Dane z 30 czerwca 2004:
| Opis                              | Ogółem | Ogółem | Kobiety | Kobiety | Mężczyźni | Mężczyźni |
| --------------------------------- | ------ | ------ | ------- | ------- | --------- | --------- |
| jednostka                         | osób   | %      | osób    | %       | osób      | %         |
| populacja                         | 6746   | 100    | 3319    | 49,2    | 3427      | 50,8      |
| gęstość zaludnienia (mieszk./km²) | 18,2   | 18,2   | 8,9     | 8,9     | 9,2       | 9,2       |

## Sołectwa
Babiak, Blanki, Bobrownik, Bugi, Drwęca, Ignalin, Jagoty, Jarandowo, Kaszuny, Kierz, Kłębowo, Knipy, Kochanówka, Koniewo, Kotowo, Kraszewo, Lauda, Łabno, Markajmy, Medyny, Miejska Wola, Miłogórze, Morawa, Nowa Wieś Wielka, Nowosady, Pilnik, Pomorowo, Redy, Rogóż, Runowo, Sarnowo, Stryjkowo, Suryty, Świętnik, Wielochowo, Workiejmy, Wróblik, Zaręby, Żytowo.

## Miejscowości niesołeckie
Budniki, Chełm, Długołęka, Gajlity, Grabniak, Jagodów, Kłusity Wielkie, Koniewo-Osada, Krasny Bór, Łaniewo, Łaniewo-Leśnictwo, Marków, Redy-Osada, Stabunity, Swajnie, Tremlak, Widryki.

## Sąsiednie gminy
Bartoszyce, Dobre Miasto, Górowo Iławeckie, Jeziorany, Kiwity, Lidzbark Warmiński (miasto), Lubomino, Orneta, Pieniężno